# Gil Alcalá
Gil Esaúl Alcalá Barba (Tepatitlán de Morelos, Jalisco, México, 29 de julio de 1992), es un futbolista mexicano. Juega como Portero y su equipo actualmente es el Atlético La Paz de la Liga de Expansión MX.

## Trayectoria

### Inicios, Tercera y Segunda División
Gil Alcalá formó parte del Club Deportivo Aves Blancas de Tercera División, equipo en el que tuvo gran participación, al llegar a la semifinal de ascenso de Segunda División contra Leones Negros UDG.
Tras el buen torneo con las Aves Blancas, paso a las filas del Club Deportivo de los Altos de Segunda División equipo donde tuvo un torneo regular y asegurar su titularidad con dicha escuadra.
Fueron varios los torneos en Segunda División, tras consolidarse en la liga y jugar en otros equipos como los Bravos de Nuevo Laredo y el Club Irapuato, con buenos torneos y llegar a fases de liguillas el Querétaro Fútbol Club se hace de sus servicios para incorporarlo a las fuerzas básicas y al primer equipo.

### Querétaro Fútbol Club
Su debut deportivo fue el 25 de julio de 2017 contra los Cimarrones de Sonora en la Copa MX del Apertura 2017, entrando como titular; tras buenos encuentros en la Copa; se consolida como portero suplente del brasileño Tiago Volpi con el Querétaro Fútbol Club. quien se va de la insititución a jugar en Brasil y deja la titularidad a Gil Alcala.
Tras la salida de Tiago Volpi del equipo, Gil se convierte en el arquero titular de los gallos en todo el torneo 2019; además de un buen torneo con destacadas actuaciones y siendo uno de los arqueros con menos goles del  Torneo Apertura Guardianes 2020. Tras esto ha destacado el interés por parte de clubes mexicanos como el Guadalajara y clubes del Viejo Continente como la escuadra española del Real Valladolid.

## Títulos

### Campeonatos nacionales
| Título       | Club      | País           | Año  |
| ------------ | --------- | -------------- | ---- |
| Copa MX      | Querétaro | México         | 2016 |
| Supercopa MX | Querétaro | Estados Unidos | 2017 |